# BMW F34
BMW F34 (BMW 3 Series Gran Turismo) — компактный представительский хетчбэк класса Gran Turismo производства компании BMW. F34 выпускается с июня 2013 года и является вариантом модели BMW F30, продаваемый как отдельная модель.
Автомобиль основан на платформе V3 и является первым поколением BMW-серии, называемой Progressive Activity Coupe (PAC). Концепт был представлен на Франкфуртском автосалоне 2009 года как Concept 3 Series Gran Turismo (3 GT). V3 выглядела для клиентов BMW как малая спортивная версия 5 series GT.
Выпускавшаяся F34 строилась с колёсной базой на 110 мм больше, чем у стандартного универсала 3-series, с крышей, выше на 79 мм и на 17 мм широким кузовом.
BMW 3-series GT строилась на шасси 3L, большей, чем стандартная шасси 3-series. Таким образом, увеличение кузова GT позволило получить три полноценных задних сиденья.
Несмотря на то, что это вторая версия хетчбэка во всей 3-Series, F34 не является правопреемником старшего 3-Series Compact.

## Бензиновые двигатели[3]
| Модель | Годы        | Двигатель | Мощность                    | Крутящий момент   |
| ------ | ----------- | --------- | --------------------------- | ----------------- |
| 320i   | с 2013 года | N20B20    | 184 л.с.(135 кВт)@5000      | 270 Нм @1250-4500 |
| 328i   | с 2013 года | N20B20    | 245 л.с.(180 кВт)@5000-6500 | 350 Нм @1250-4800 |
| 335i   | с 2013 года | N55B30    | 306 л.с.(225 кВт)@5800-6000 | 400 Нм @1200-5000 |

## Дизельные двигатели
| Модель      | Годы        | Двигатель | Мощность               | Крутящий момент   |
| ----------- | ----------- | --------- | ---------------------- | ----------------- |
| 318d        | с 2013 года | N47D20    | 143 л.с.(105 кВт)@4000 | 320 Нм @1750-2500 |
| 320d / 328d | с 2013 года | N47D20    | 190 л.с.(135 кВт)@4000 | 380 Нм @1750-2750 |
| 325d        | с 2013 года | N47D20O1  | 218 л.с.(160 кВт)@4400 | 450 Нм @1500-2500 |

## Галерея

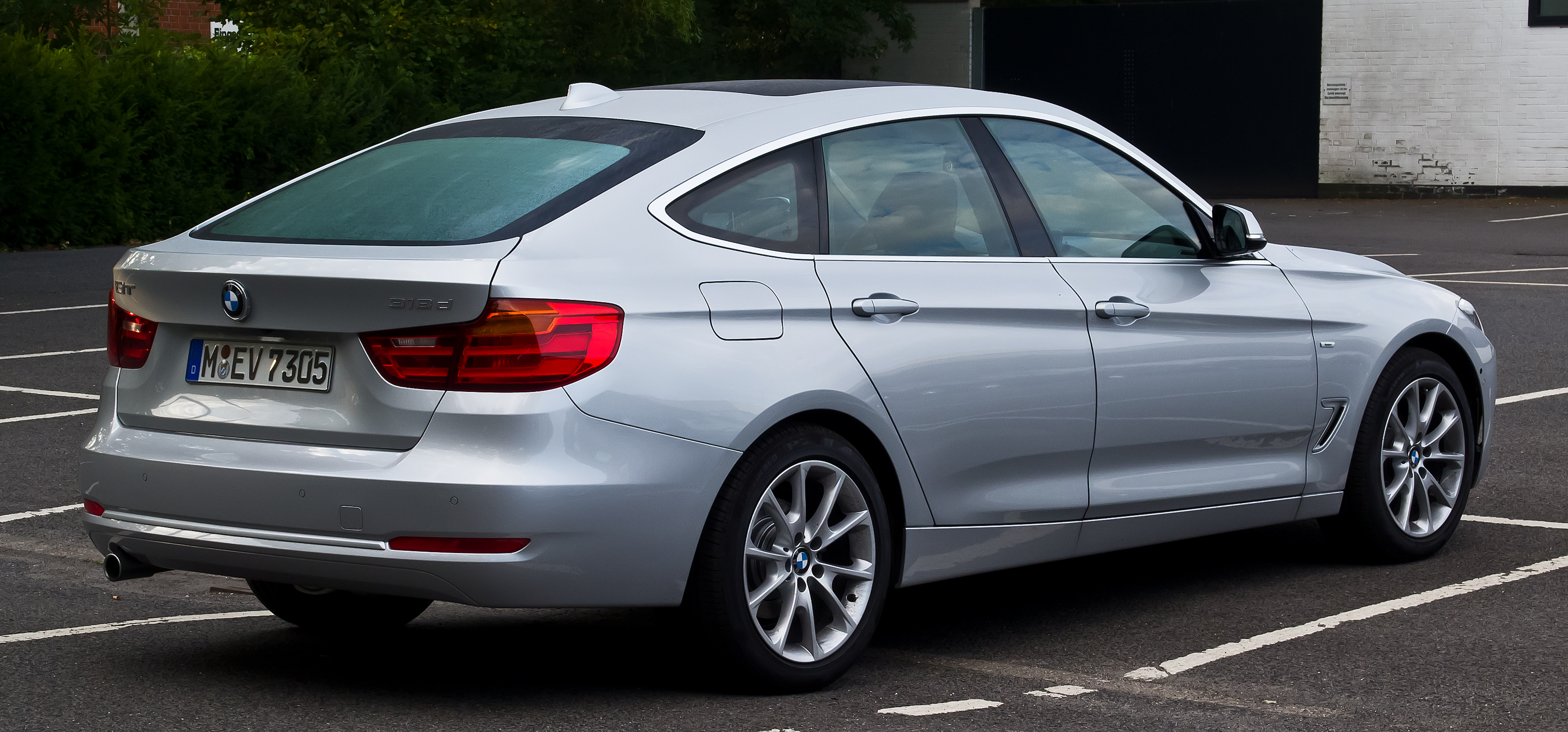
2014 BMW 318d GranTurismo
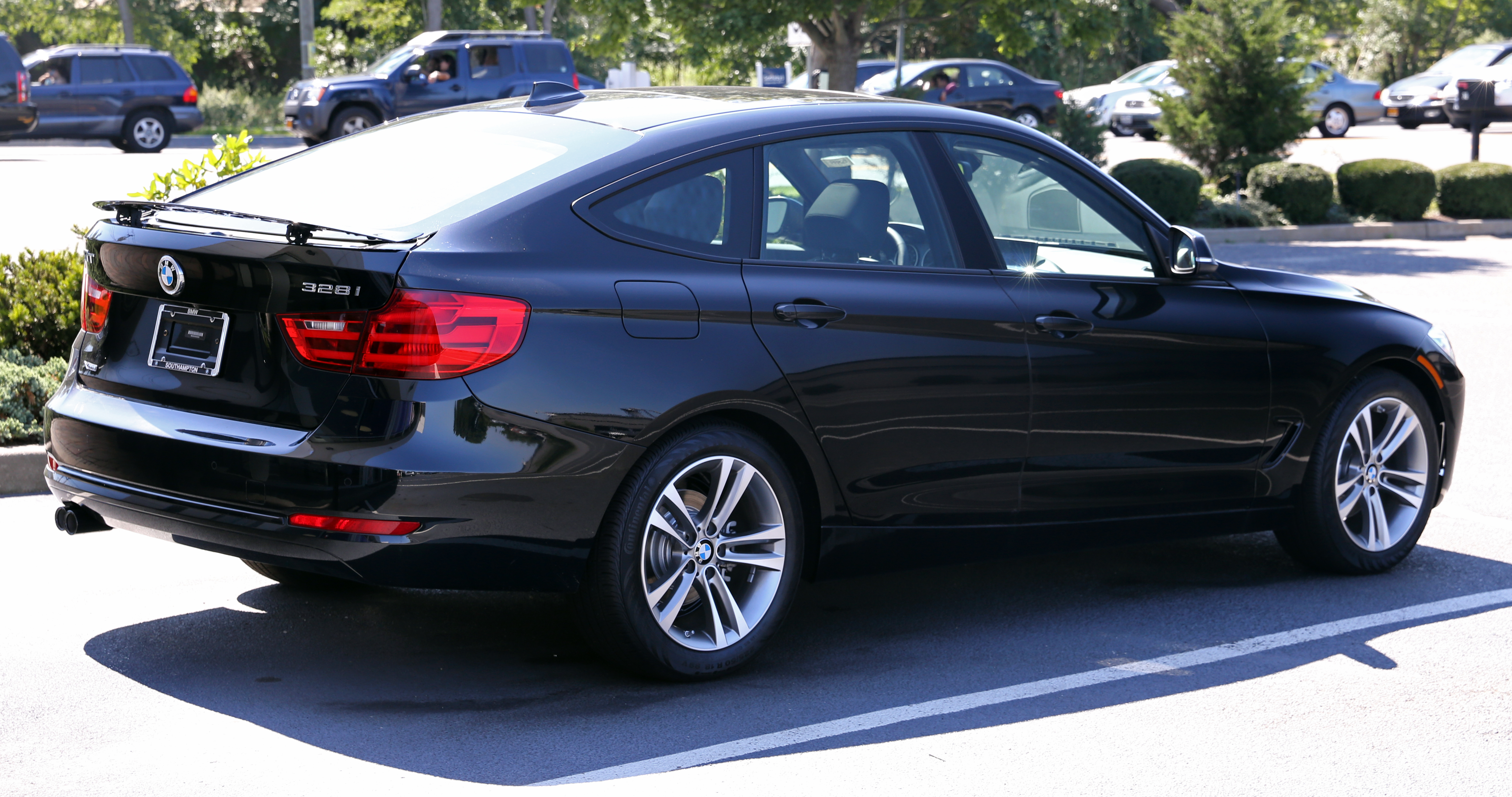
2014 BMW 328i GranTurismo xDrive (США)
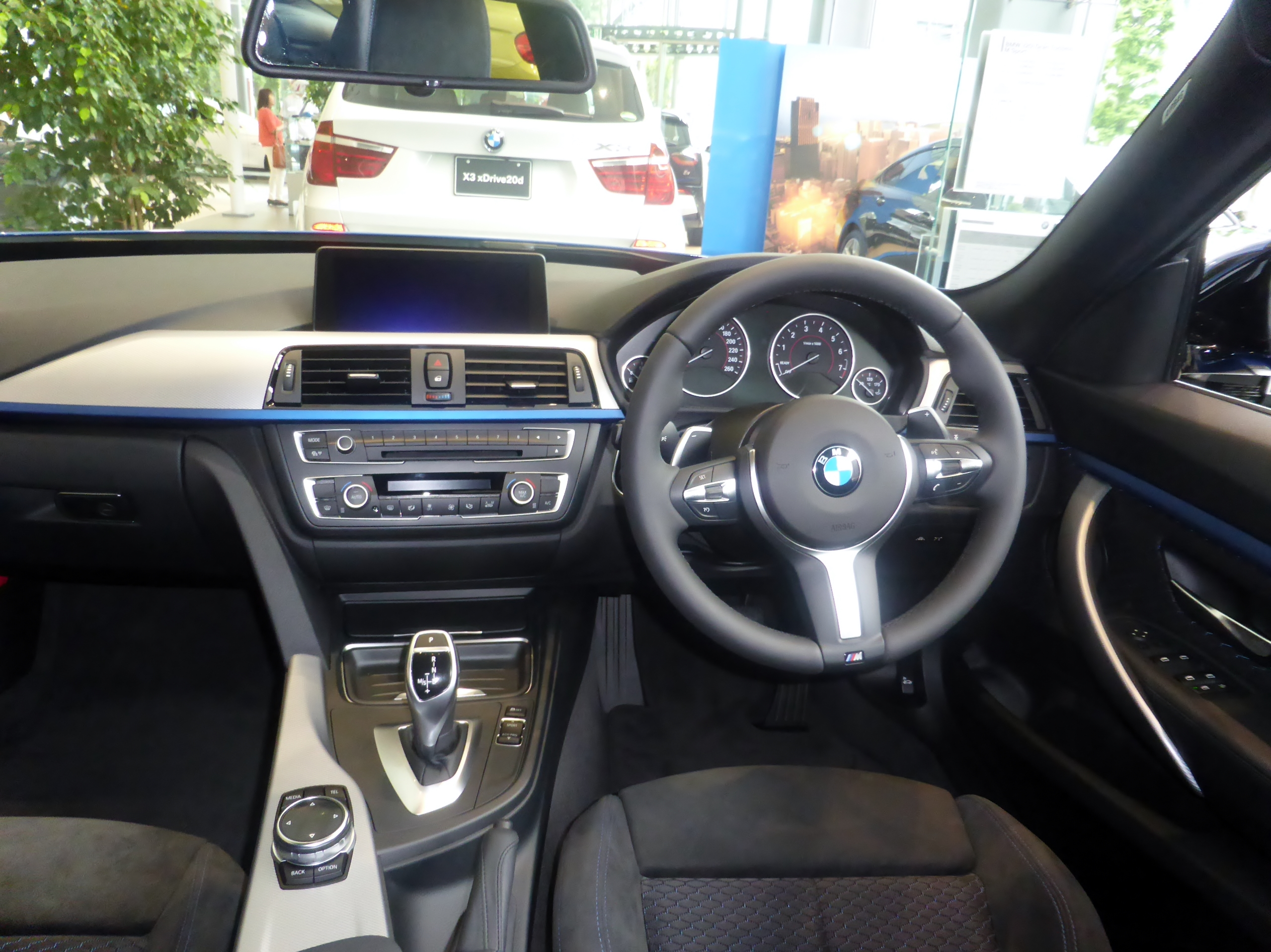
Интерьер BMW 320i
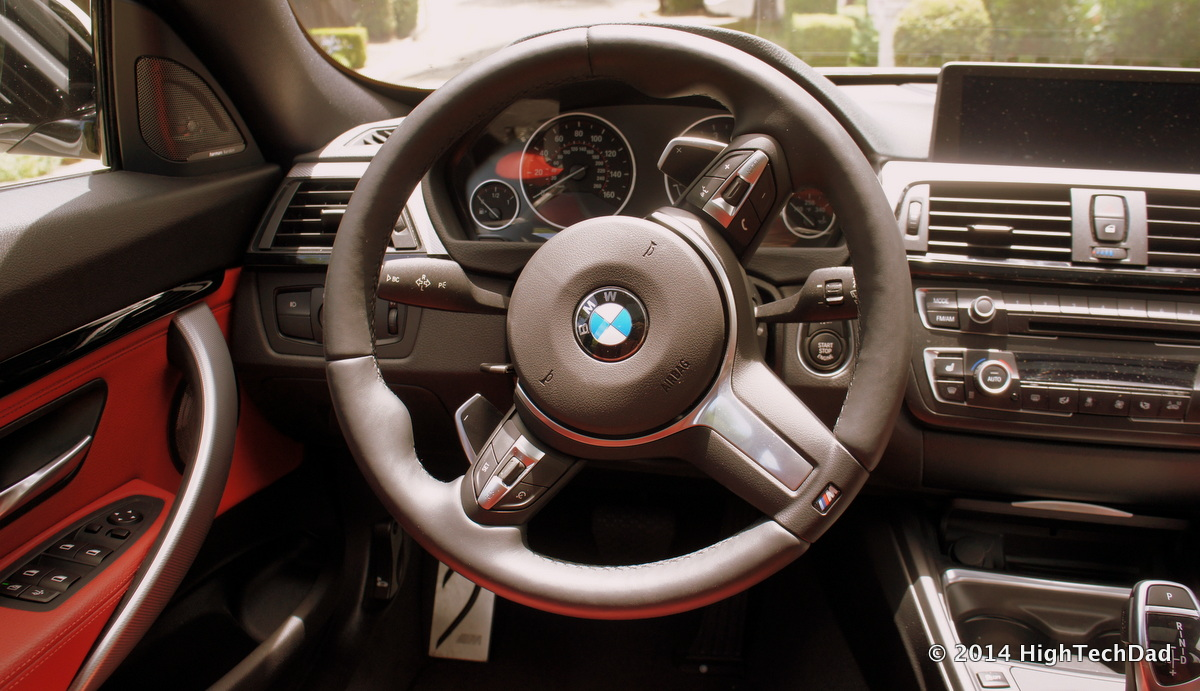
Интерьер BMW 335i
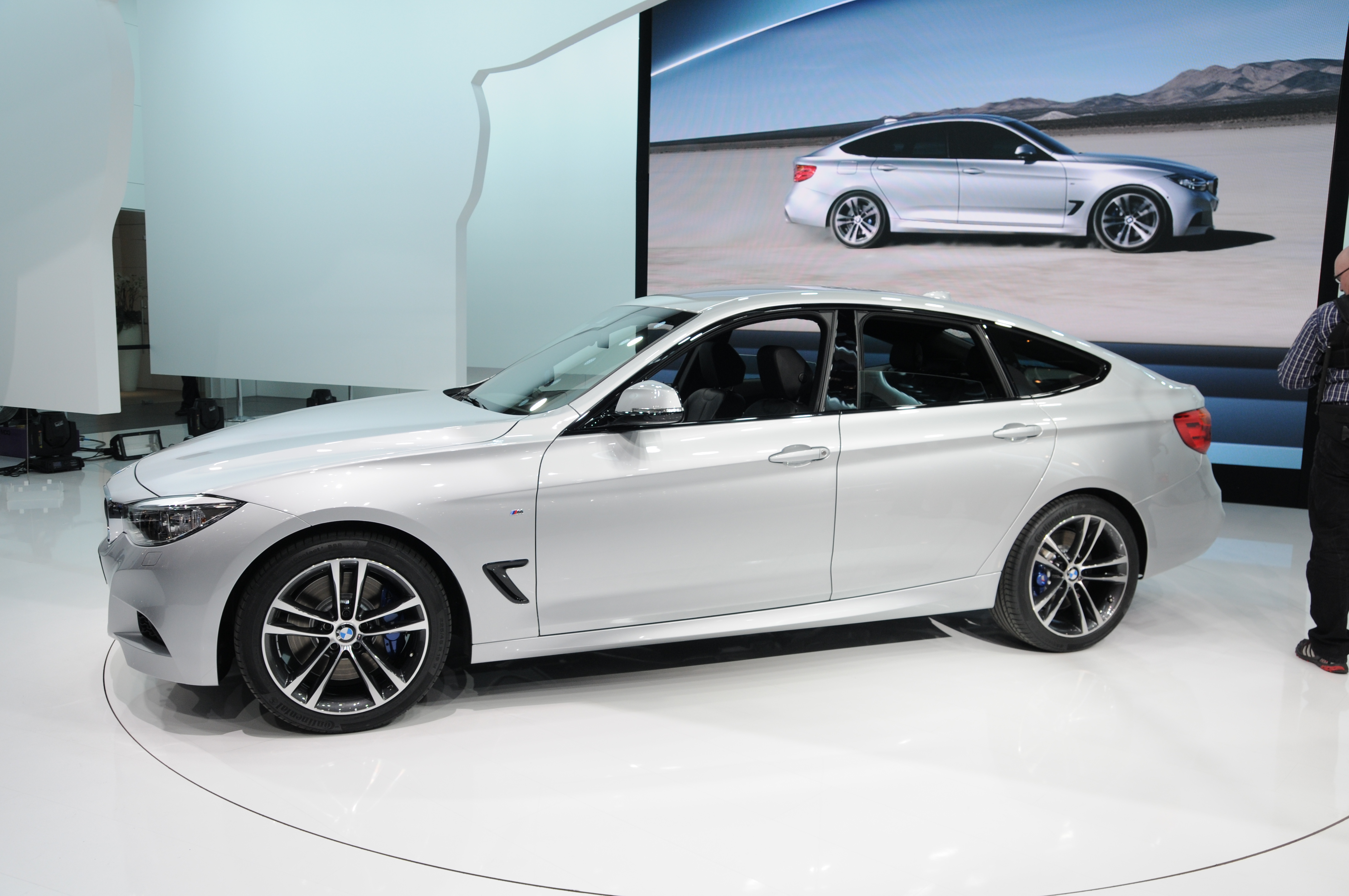
На Женевском автосалоне, 2013
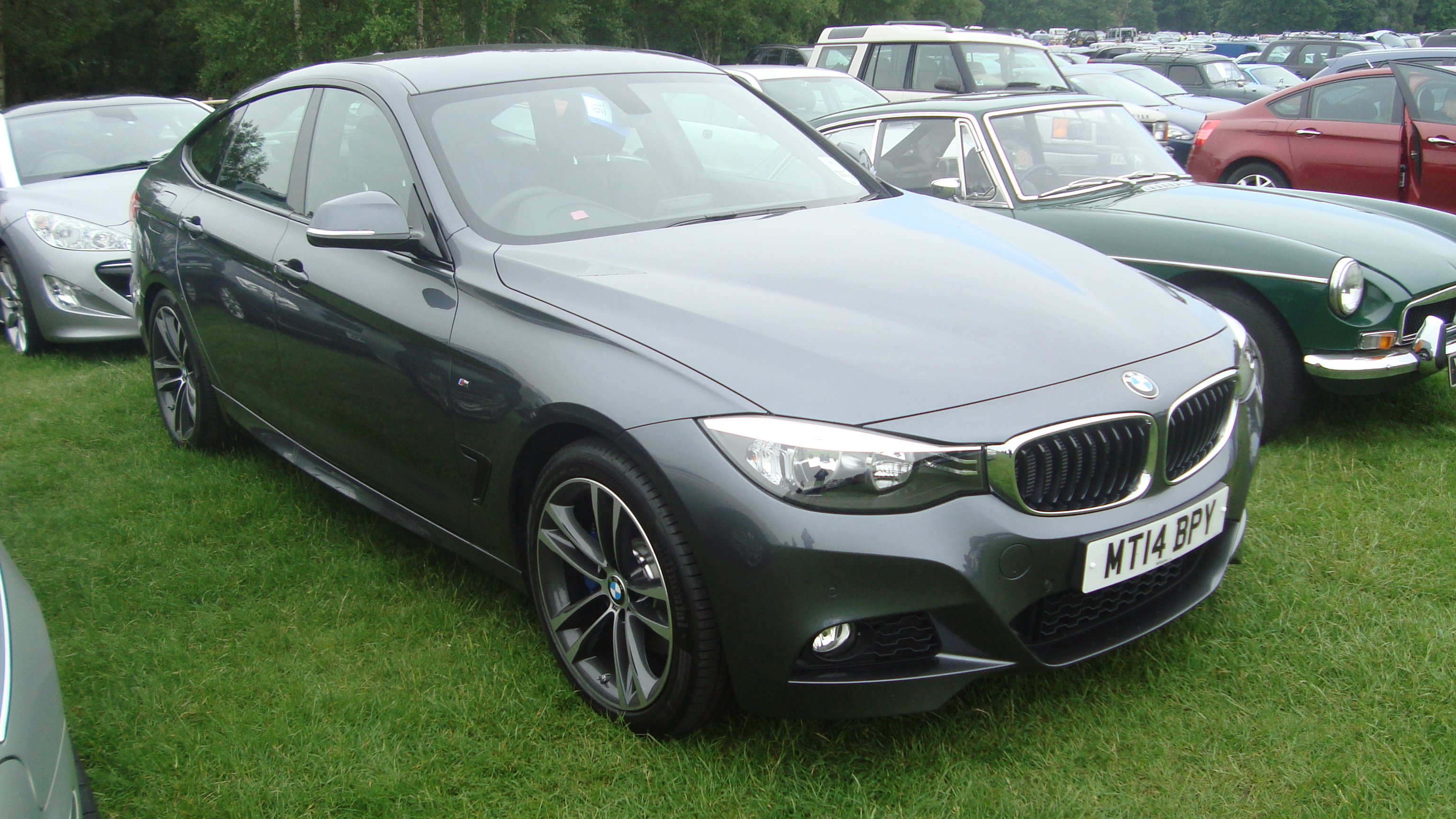
BMW 320D Gran Turismo (Англия)
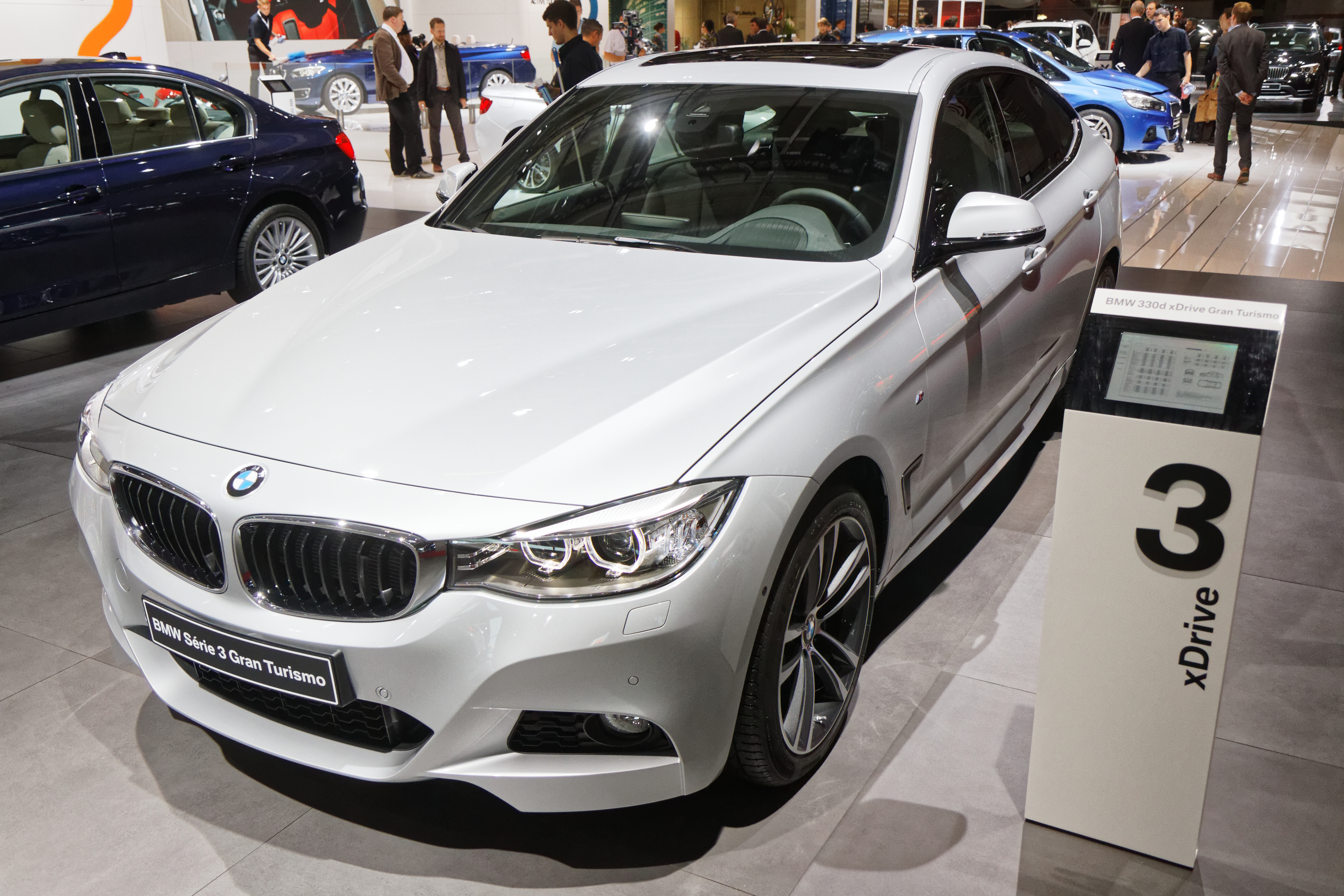
На автосалоне в Париже
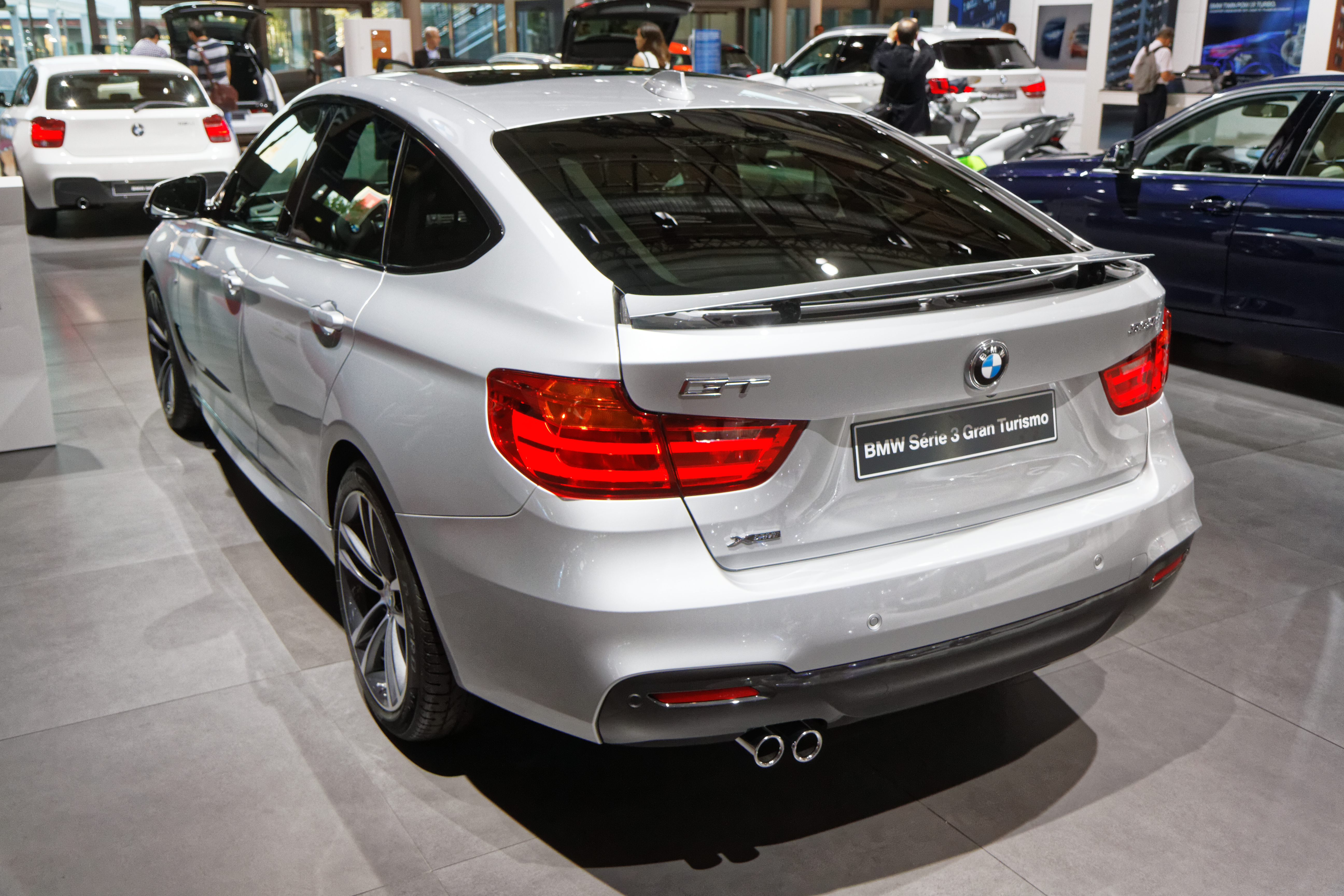
Вид сзади